# Arbeitsvermittlung (Schweiz)
Die Arbeitsvermittlung in der Schweiz ist zum Schutz der Arbeitnehmer durch das Arbeitsvermittlungsgesetz (AVG) geregelt. Es regelt die private Arbeitsvermittlung und den Personalverleih. Wer regelmässig und gegen Entgelt Stellensuchende mit Arbeitgebern zusammenführt, benötigt eine Vermittlungsbewilligung. Wer Arbeitnehmer anstellt und sie gewerbsmässig Kunden zum Arbeitseinsatz zur Verfügung stellt, benötigt eine Verleihbewilligung. Ist die Vermittlung bzw. der Verleih grenzüberschreitend, ist eine Bewilligung des Bundes nötig.